# 莫雷拉山
41°17′47.7″N 1°54′55.8″E / 41.296583°N 1.915500°E

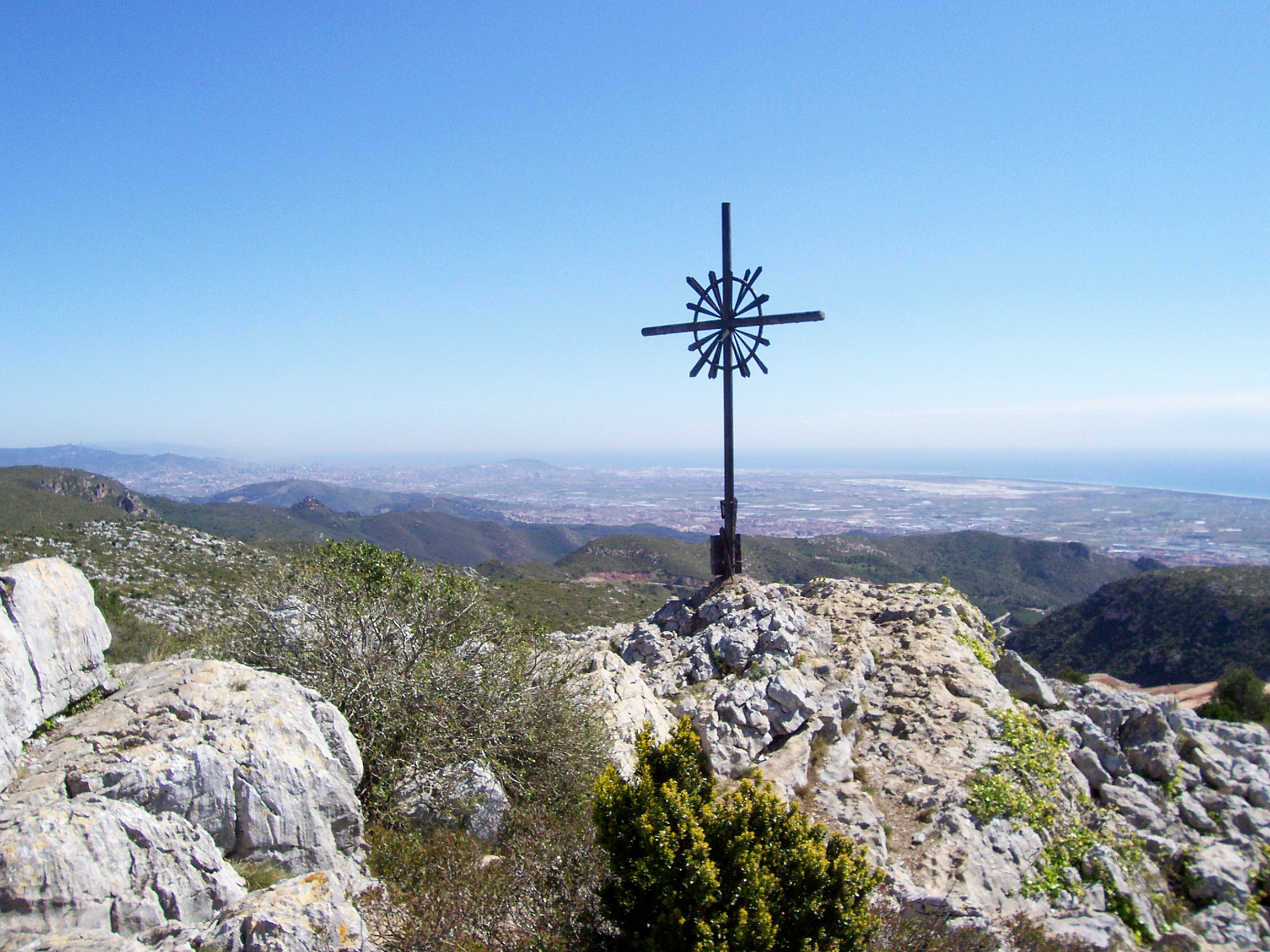

莫雷拉山，是西班牙的山峰，位於該國東北部加泰羅尼亞，屬於加泰羅尼亞海岸山脈中加拉夫山脈的一部分，該山峰海拔高度593米。